# نسوية بيئية نباتية
النسوية البيئية النباتية هي حركة تطوعية وأكاديمية تنص على أن جميع أشكال القمع مرتبطة ببعضها وتجب إزالتها، مع التركيز على إدراج سيطرة البشر على الحيوانات الأخرى من غير البشر. من خلال المفهوم النسوي المعروف باسم تقاطع أشكال التمييز، والذي ينص على أن كلاً من العنصرية الجنسية والعنصرية العرقية والطبقية وجميع أشكال القمع البشري متصلة ببعضها البعض. تهدف النسوية البيئية النباتية إلى إدراج السيطرة البشرية ليس فقط على البيئة، بل على الكائنات الحية غير البشرية ضمن هذه اللائحة أيضًا.
تعتبر النسوية البيئية النباتية جزءاً من المجال الأكاديمي والفلسفي المعروف باسم النسوية البيئية، والذي ينص على أن الطرق التي يسيطر بها الطرف ذو الأفضلية على الطرف المقموع يجب أن تتضمن سيطرة الإنسان على الطبيعة. من الأفكار المهمة ضمن النسوية البيئية هو الإيمان بوجود رابط قوي بين سيطرة الرجل على المرأة وسيطرة الإنسان على الطبيعة، وأن كلاً منهما من الضروري إنهاؤه سعياً إلى القضاء على القمع.
تمتد النسوية البيئية النباتية لتتخطى حدود النسوية البيئية لأنها تؤمن بأن الاعتراف بالطريقة التي يستغل بها البشر الكائنات غير البشرية ويقتلونها أمر واجب، وأن قمع البشر مرتبط بقمع الحيوانات. يعتبر مفهوم التمييز بين الأنواع فكرة محورية للتفريق بين كلًا من النسوية البيئية النباتية والنسوية البيئية، وهو يربط بشكل كبير بين تراتبية السلطة التي تخلقها الكائنات الحيوانية بين بعضها من جهة، والتراتبيات الطبقية التي يخلقها البشر بين بعضهم البعض من جهة أخرى. يعتبر التفريق بين النسوية البيئية والنسوية البيئية النباتية أمراً مهماً لأن تركيز النسوية البيئية النباتية على قمع الكائنات غير البشرية يطرح علاقات بين الأشكال الأخرى المرتبطة من القمع، ولا سيما قمع النساء.

## التمييز بين الأنواع
يعتبر التمييز حسب النوع شكلاً من أشكال القمع المركزية لمفهوم النسوية البيئية، والإيمان بأن التمييز حسب النوع هو شكل فعال من القمع الذي تجب إزالته هو مركز معظم الحجج النسوية البيئية النباتية. يستخدم هذا التمييز لدعم استغلال وقتل الكائنات غير البشرية. مثل أي شكل آخر من أشكال القمع، يعتبر التمييز حسب النوع نظاماً اجتماعياً يفيد الطرف المسيطر على حساب الطرف المقموع.

### الحركة الإنسانية في مواجهة النسوية البيئية النباتية
يؤمن أنصار الفلسفة الإنسانية بأن التمييز حسب النوع ليس أمراً سيئاً بالضرورة مثل العنصرية العرقية أو الجنسية، ذلك لأن النساء وأصحاب البشرة السوداء وأي مجموعة بشرية مقموعة أخرى هم بالنهاية بشر أصحاب حقوق إنسانية، أما الكائنات غير البشرية فهي لا تستحق بالضرورة هذه الحقوق ذاتها. تبعاً للفلسفة الإنسانية، تعتبر سيطرة الإنسان على الحيوانات أمراً مبرراً، والحيوانات هي بالتأكيد لحوم صالحة أخلاقياً للاستهلاك البشري. إذ تعتبر حقوق الإنسان أكثر أهمية بالأصل من حقوق الحيوانات بسبب الفوارق البيولوجية بينهما والتي تنعكس كاختلاف أخلاقي.
يرى دعاة النسوية البيئية النباتية أن هناك علاقة متأصلة بين البشر والكائنات الحية الأخرى، وأن السيطرة البشرية على الحيوانات وتعذيبها ما هو بحقيقته إلّا بنية اجتماعية هادفة لهدم الرابطة الإنسانية الحيوانية. إنها في الحقيقة ليست صفة مميزة للأقلية غير الطبيعية التي تهتم بالحيوانات وتتعاطف معها، إنما هي الحالة الطبيعية لمعظم البشر. يمكن تبسيط هذا المفهوم من خلال ممارسات تربية الحيوانات الأليفة أو حيوانات العلاج النفسي والتي تتشارك بها الكثير من الثقافات، ما يشير إلى قوة العلاقة بين البشر والحيوانات.
كما أن الكفّارات المختلفة التي يمارسها البشر لتبرير قتل الحيوانات تظهر أن البشر ينشؤون على فطرة عدم إيذاء الحيوانات، وإلا لما كانت هنالك حاجة لإيجاد أي آلية نفسية واجتماعية بين الثقافات المختلفة حول العالم للمساعدة على التعامل مع الشعور بالذنب الحاصل بعد قتل الحيوانات.

### التسلسلات الهرمية
يبرر التسلسل الهرمي الناشئ ضمن الحيوانات وجود التراتبية الناشئة بين البشر. إذ يشعر البشر بالألفة أكثر تجاه الحيوانات التي تملك بعض صفات البشر، وهذا ما يسمح للبشر بإنشاء تراتبية جديدة تضع الحيوانات التي يشعر البشر بالإلفة معها بشكل أقرب في القمة، والحيوانات التي لا تشترك مع البشر بالكثير من الصفات في ذيل السلسلة. تطور البشر للتعاطف مع الكائنات القريبة منهم والمشابهة لهم. وسمح هذا للبشر بتبرير قتل بعض الحيوانات دوناً عن الأخرى، لأنه وتبعاً للتراتبية التي خلقها البشر، تملك بعض الحيوانات قيمة أقل من الأخرى وبالتالي تكون حقوقها أقل في عين الإنسان.
على سبيل المثال، تقتل الثقافات الغربية الأبقار والدجاج والسمك للاستهلاك البشري، لكنها تجد قتل الأسود والكلاب والدلافين أمراً خاطئاً. هذا لأن القيم الأخلاقية الغربية تجد ارتباطاً بين البشر والأسود والكلاب والدلافين، لكنها لا تجد علاقة كهذه مع الأبقار والدجاج والسمك، لذلك تفضل حياة بعض الحيوانات على الأخرى. يختلف نوع الحيوانات الذي يتم تفضيله على البقية تبعاً لكل ثقافة محلية، ويختلف بين بلد وآخر أو بين متبعي دين معين وغيره، يمكن ملاحظة هذا الأمر من خلال حقيقة أن أكل الكلاب مثلاً أمر مقبول اجتماعياً في الكثير من الثقافات الآسيوية، لكن ينظر إليه على أنه أمر فاسد أخلاقياً في معظم الثقافات الغربية. يظهر عدم وجود تسلسل عالمي للحيوانات أنه ابتداع اجتماعي أُنشئ لفائدة البشر وحسب.
تجد النسوية البيئية النباتية أن قتل أي حيوان هو جزء من نظام أوسع من القمع، وبدلاً من اختيار نوع من الحيوانات وتفضيله عن الآخر أو تفضيل البشر على الحيوانات، على البشر الاهتمام بجميع الأطراف المستضعفة، والسعي إلى إنهاء معاناة كل منها في سبيل إنهاء معاناة جميع الكائنات الحية. يمكن أن يتحول إنشاء التسلسلات الهرمية بين الحيوانات بسرعة إلى إنشاء تصنيفات تراتبية بين البشر، بذلك يمكن للشخص أيضاً أن يلاحظ مدى ارتباط التمييز حسب النوع مع أشكال العنصرية العرقية والطبقية والجنسية وباقي أشكال القمع.
تؤكد النسوية البيئية النباتية على مبدأ هو ’كلما كان البشر عنيفين ضد الحيوانات، يكونون بالتالي عنيفين ضد بعضهم البعض’ وأن هذه الحلقة المفرغة من العنف والدمار لا يمكن أن تنتهي إلا إذا تعلم الجنس البشري تشكيل علاقات منسجمة غير هرمية وغير استغلالية مع الكائنات الحيوانية والأخرى ومع العالم الطبيعي.

## النباتية
ترى النسوية البيئية النباتية أن قمع الحيوانات وقمع المرأة أمران مرتبطان بشكل وثيق، لذلك تجد هذه الحركة أن أكل اللحوم يجعل الشخص متورطاً في جريمة قمع واستغلال الحيوانات. وتجعل الشخص متورطاً في العنف ضد الحيوانات والنساء، لأن ’أكل اللحوم شكل من أشكال سيطرة النظام الأبوي.. يقترح هذا الأمر وجود ارتباط بين العنف الذكري والحمية المعتمدة على اللحوم’. إن عبارة الأمور الشخصية سياسية أيضاً متأصلة في النسوية البيئية، فكما أن شراء أنصار النسوية للبضائع المنتجة في المعامل الاستغلالية شكل من أشكال النفاق، من النفاق أيضاً أن يشتري هؤلاء بضاعة منتجة من المزارع الصناعية. يعلم النسويون أن شراء واستهلاك هذه المنتجات -إن كانت ملابس مصنوعة من قبل نساء محرومات من حقوق الإنسان في كمبوديا أو لحوماً منتجة من أبقار سُلبت حقوقها الحيوانية حتى وقت قتلها- هو شكل من أشكال دعم المعامل الاستغلالية والمزارع الصناعية، وهو يصب في خدمة النظام الأبوي الذكوري المسيطر.
يذكر أيضاً أن الحركة النباتية قد تكون وسيلة للاحتجاج على العنف بجميع أشكاله لأنها تؤمن بأن ’الحيوانات والبشر تعاني وتموت بشكل مشابه. فالعنف يسبب الألم ذاته، وسفك الدم ذاته، ورائحة الموت النتنة ذاتها، والسلب العنيف والهمجي للحياة هو ذاته’.